# Foncquevillers
Foncquevillers ist eine französische französische Gemeinde mit 393 Einwohnern (Stand: 1. Januar 2022) im Département Pas-de-Calais in der Region Hauts-de-France. Sie gehört zum Arrondissement Arras und zum Kanton Avesnes-le-Comte. Die Einwohner werden Foulquois genannt.

## Geographie
Die Gemeinde Foncquevillers liegt an der Grenze zum Département Somme, etwa 19 Kilometer südsüdwestlich des Stadtzentrums von Arras. Umgeben wird Foncquevillers von den Nachbargemeinden Bienvillers-au-Bois im Nordwesten und Norden, Hannescamps im Norden, Bucquoy im Nordosten und Osten, Gommecourt im Osten, Hébuterne im Süden, Sailly-au-Bois im Süden und Südwesten, Bayencourt im Südwesten sowie Souastre im Westen.

## Geschichte
Foncquevillers wurde im Ersten Weltkrieg wegen seiner geographischen Situation unmittelbar auf der Frontlinie vollständig zerstört.

## Bevölkerungsentwicklung
| Jahr                       | 1962 | 1968 | 1975 | 1982 | 1990 | 1999 | 2006 | 2013 | 2022 |
| -------------------------- | ---- | ---- | ---- | ---- | ---- | ---- | ---- | ---- | ---- |
| Einwohner                  | 443  | 404  | 388  | 389  | 383  | 466  | 474  | 457  | 393  |
| Quellen: Cassini und INSEE |      |      |      |      |      |      |      |      |      |

## Sehenswürdigkeiten
- Kirche Notre-Dame, nach dem Ersten Weltkrieg neu errichtet
- zwei Soldatenfriedhöfe des Commonwealth

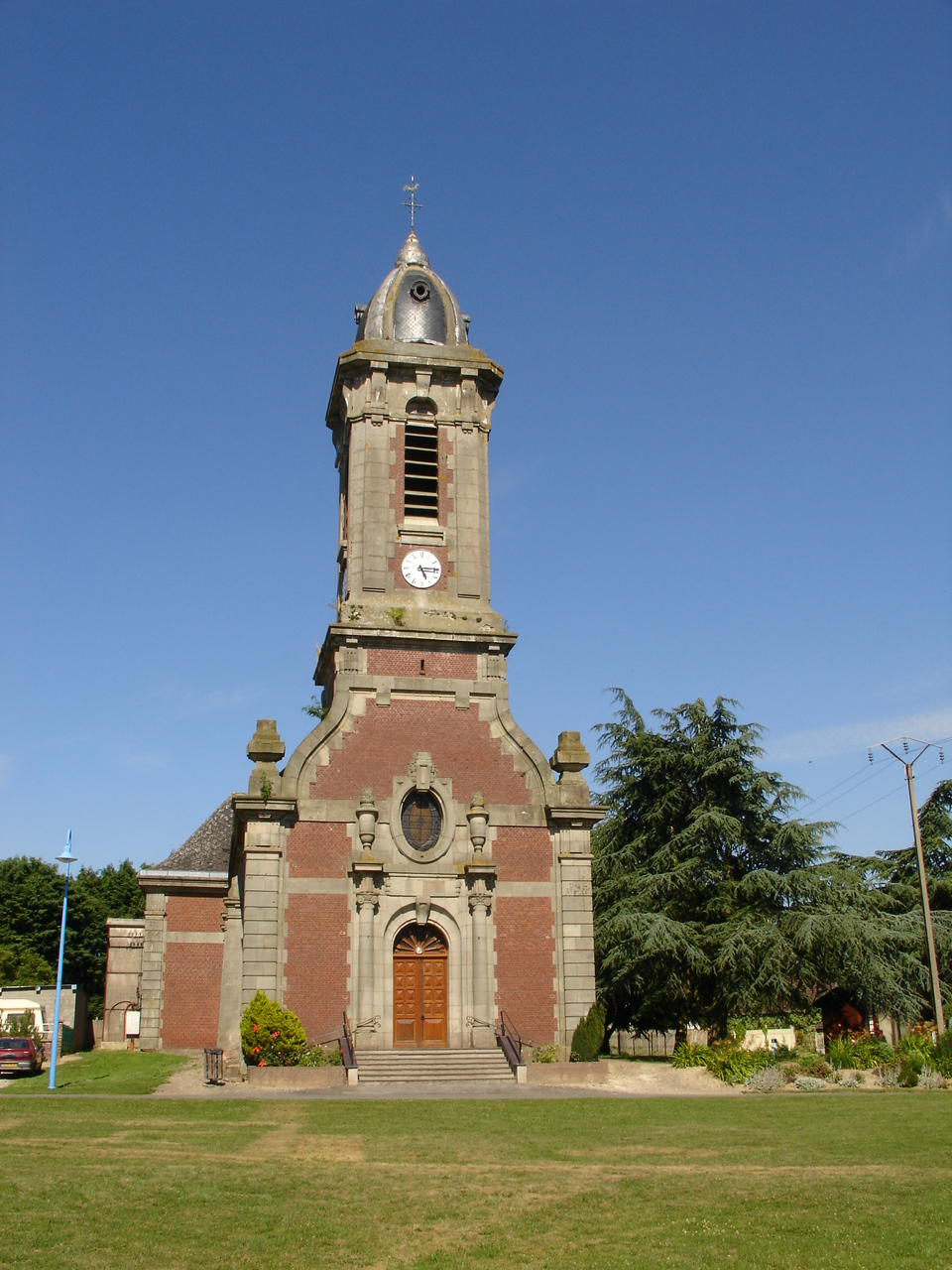
Kirche Notre-Dame
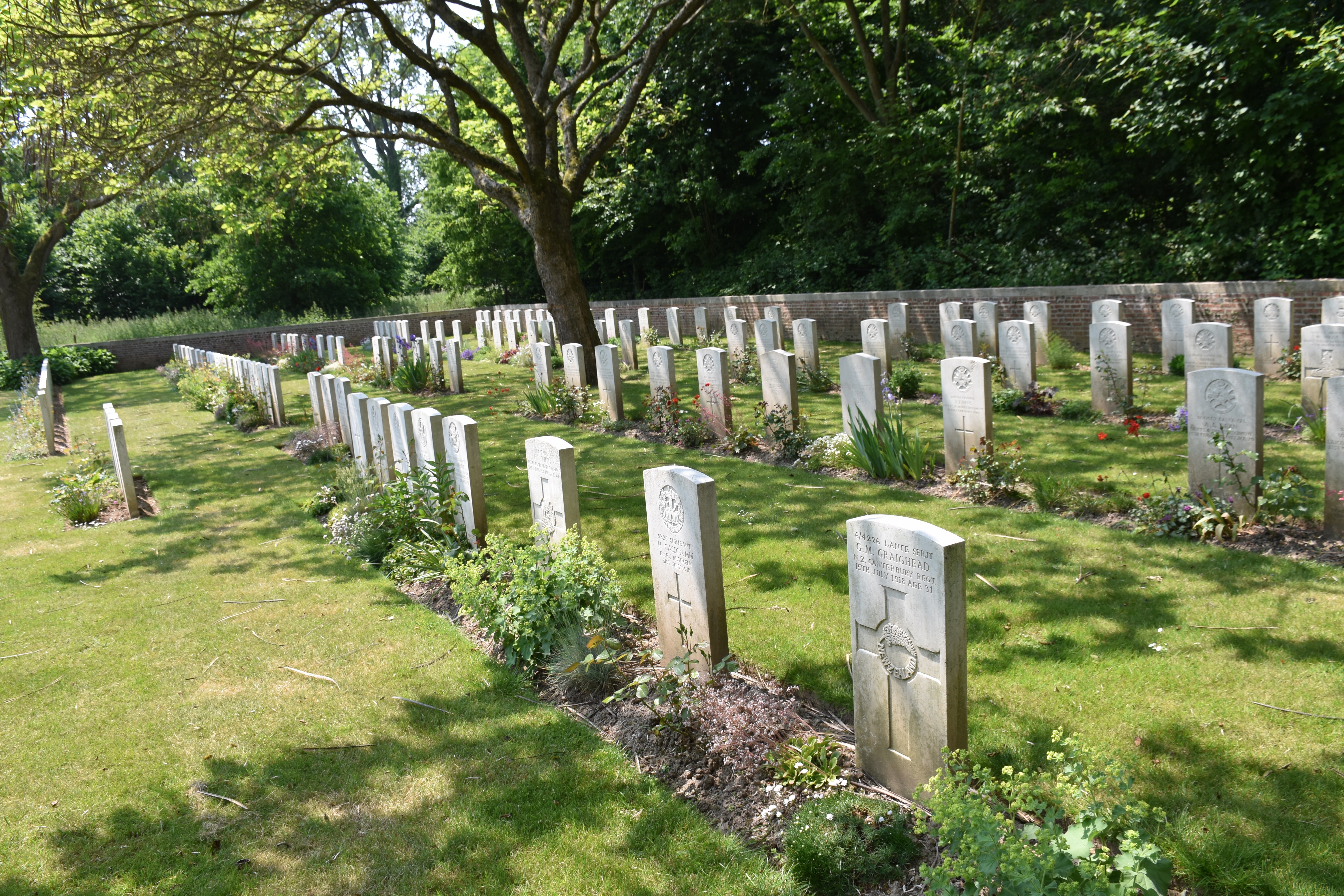
Foncquevillers Military Cemetery
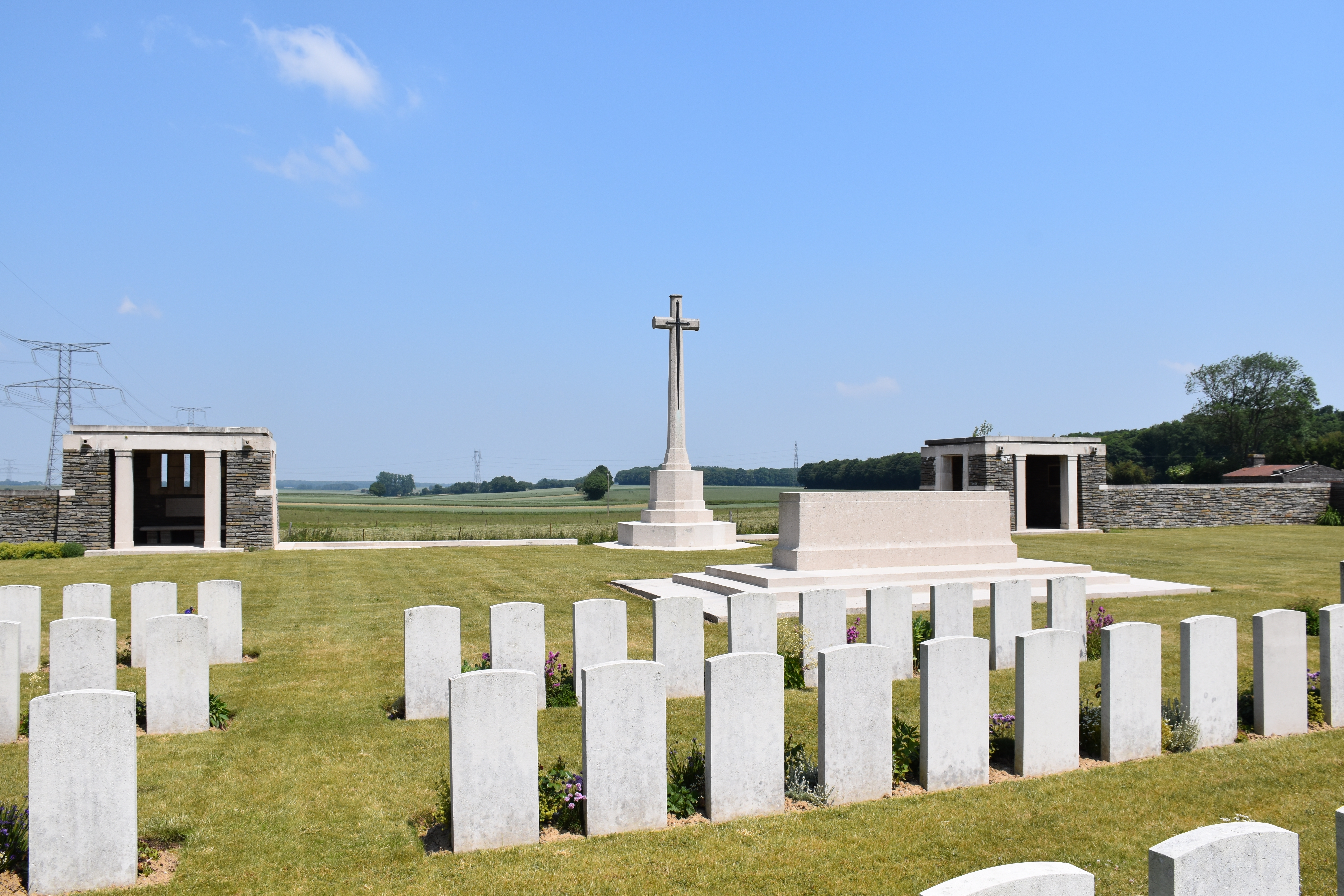
Gommecourt Wood New Cemetery
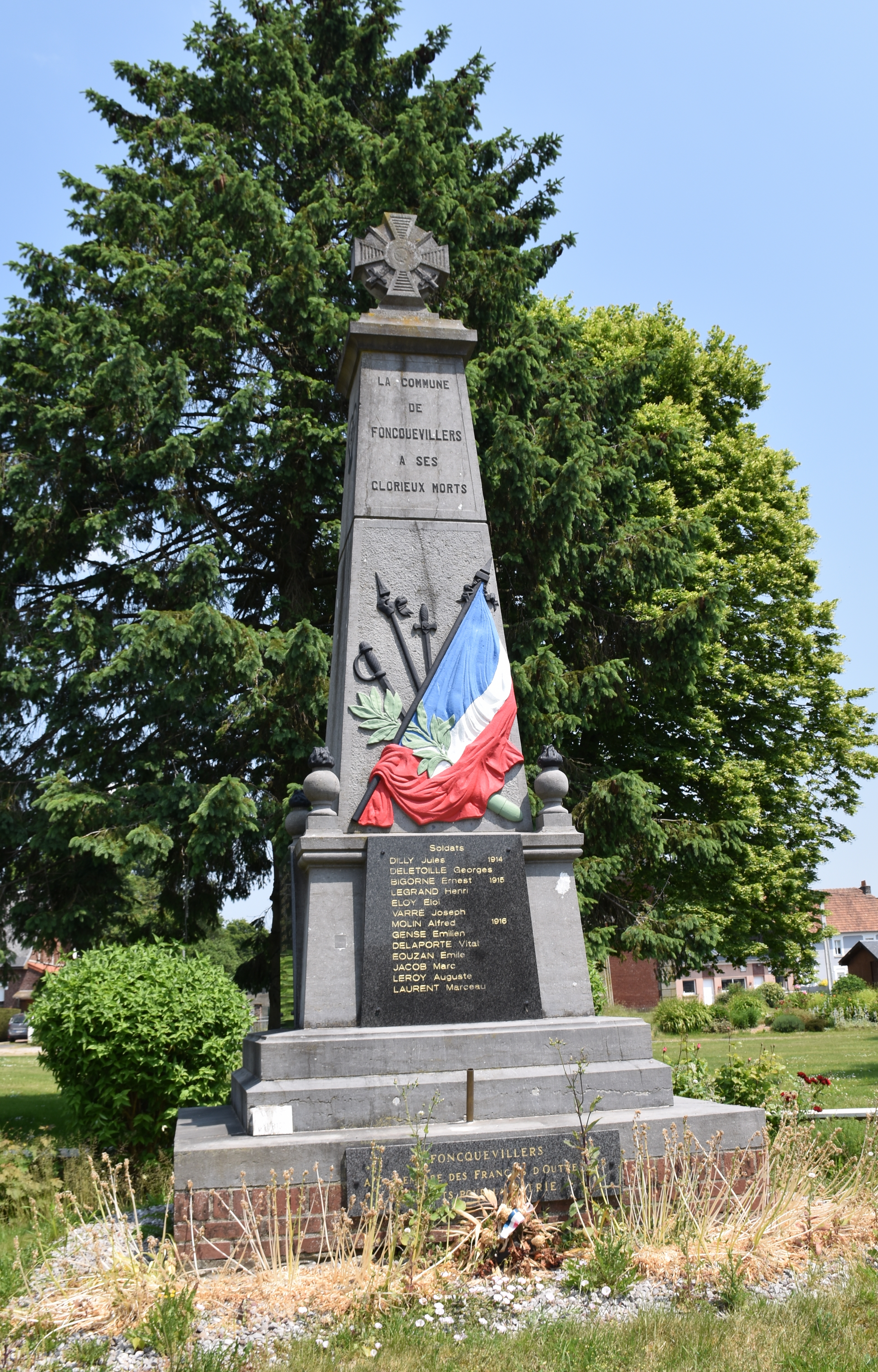
Gefallenendenkmal